# David Fox
David Fox (Los Angeles, 30 dicembre 1950) è un autore di videogiochi e informatico statunitense.

## Primi lavori
Fox abita nella Baia di San Francisco. A 11 anni, costruì il suo primo filmino in 8 mm utilizzando pile di fotogrammi dei Flintstones che trovò nei bidoni della spazzatura nei pressi della Hanna-Barbera.
Fox ha studiato dapprima ingegneria elettronica alla UCLA, poi psicologia alla Sonoma State University, dove ha conseguito la laurea triennale. Fox e sua moglie Annie hanno fondato la Marin Computer Center nel 1977, il primo centro al mondo con accesso pubblico ai microcomputer. È stato coautore dei libri Computer Animation Primer, Armchair BASIC e Pascal Primer.

## LucasArts
Durante la scrittura del suo secondo libro, entrò in contatto con la Lucasfilm Computer Division. Un anno dopo, venne a sapere che all'interno della Computer Division si stava formando un nuovo gruppo, chiamato Lucasfilm Games Group, che diventò formalmente Lucasfilm Games (rinominata più tardi in LucasArts). Fu il terzo impiegato a far parte della Lucasfilm Games.
Il primo gioco su cui ha lavorato, in qualità di capo progetto, game designer e programmatore, è stato il simulatore di volo Rescue on Fractalus!, uscito nel 1984. Il secondo progetto in cui Fox è stato coinvolto è Labyrinth (1986), la prima avventura grafica sviluppata dalla Lucasfilm, di cui è capo progetto, game designer e uno dei programmatori. La carriera di Fox è proseguita sempre nel genere delle avventure grafiche: nel 1987 vide la luce Maniac Mansion, il primo videogioco ideato da Ron Gilbert alla Lucasfilm; Fox collaborò alla scrittura e si occupò della programmazione di buona parte dello SCUMM, il motore creato da Ron Gilbert che, da allora in poi, avrebbe mosso quasi tutte le avventure della casa californiana. Il suo progetto successivo fu Zak McKracken and the Alien Mindbenders, uscito nel 1988: di questa avventura grafica Fox fu capo progetto, co-designer, co-scrittore e co-programmatore, insieme a Matthew Alan Kane. Nel 1989 Fox ha lavorato come co-designer e programmatore su Indiana Jones and the Last Crusade, avventura grafica a cui hanno partecipato Noah Falstein e Ron Gilbert.

## Talk City
Nel 1990 Fox ha lasciato la LucasArts, per lavorare a un progetto di intrattenimento basato sulla posizione della Lucasfilm: Mirage. Nel 1993 è stato ingaggiato dalla Rocket Science Games, come progettista di giochi senior, fino al 1995. Nel 1996 Fox passò a lavorare presso l'internet provider Liveworld Production/Talk City, dove si è focalizzato sui progetti per bambini e teenager. Ha lasciato questo impiego nel 2000, per passare alla Xulu Entertainment fino al 2002. In questi anni ha iniziato ad occuparsi della creazione di siti internet: nell'ambito del suo nuovo lavoro, alle elezioni primarie del Partito Democratico del 2004 ha collaborato e supportato il candidato Howard Dean.

## Lavori recenti
Dal 2007 al 2011 è stato consulente e game designer per la Walt Disney, riguardo alla costruzione del parco di divertimenti Tokyo DisneySea, in particolare per l'attrazione denominata "The Leonardo Challenge".
Dal 2010 Fox ha fondato la Electric Eggplant, società produttrice di libri e videogiochi, tra cui Rube Works: The Official Rube Goldberg Invention Game, un gioco basato sui fumetti e le macchine di Rube Goldberg. Tra le app citiamo quelle riguardanti i libri, scritti dalla moglie Annie, Middle School Confidential, dedicato al mondo dei pre-adolescenti.
Il 2015 ha visto il suo ritorno al fianco di Ron Gilbert e Gary Winnick (fondatori della Terrible Toybox), suoi collaboratori ai tempi della LucasArts, i quali lo hanno invitato ad aggiungersi a loro nello sviluppo di Thimbleweed Park (2017), un'avventura grafica punta e clicca che riprende le caratteristiche dei titoli sviluppati presso la casa di produzione di George Lucas.
Il 21 e 22 Settembre 2018, David Fox e sua moglie Annie Fox visitano l'Italia per la prima volta, partecipando al Cervignano Film Festival, un concorso internazionale per corti, documentari e videoclip, dove per l'occasione viene proiettato un fan film di Daniele Spadoni liberamente ispirato a Zak McKracken and the Alien Mindbenders, per il suo 30º anniversario dall'uscita.
Dal 2020 fa parte del team di sviluppo di Return to Monkey Island.

## Videogiochi
- Rescue on Fractalus! (1984)
- Labyrinth (1986)
- Maniac Mansion (1987)
- Zak McKracken and the Alien Mindbenders (1988)
- Indiana Jones and the Last Crusade (1989)
- Rube Works: The Official Rube Goldberg Invention Game (2013)
- Thimbleweed Park (2017)
- Return to Monkey Island (2022)